# Aglia amurensis
Aglia amurensis är en fjärilsart som beskrevs av Jordan 1911. Aglia amurensis ingår i släktet Aglia och familjen påfågelsspinnare. Inga underarter finns listade i Catalogue of Life.